# Les Costes Rouges
Pour les articles homonymes, voir Costes.
Les Costes Rouges est un quartier d'Onet-le-Château, en Aveyron.

## Géographie
Ce quartier est situé sur une butte, environ au centre de la commune d'Onet-le-Château.

## Histoire
Les premières habitations ont commencé à être construites aux Costes Rouges dès le milieu des années 1970, le long de ce qui est devenu le boulevard des Goélands.
Aujourd’hui, le quartier compte presque 4 000 habitants.

## Démographie
| 1962 | 1968 | 1975 | 1982 | 1990  | 1999  |
| ---- | ---- | ---- | ---- | ----- | ----- |
| -    | -    | -    | -    | 1 986 | 1 709 |

## Accès
Ce quartier est desservi par les lignes D et C du réseau de transport urbain Agglobus. 
Les arrêts de bus : Les Cygnes 1, 2, 3, Salle Omnisport, les Rossignols, les Pinsons, les Mouettes, les Palombes.